# Sofia Marikh
Sofia Marikh (arabiska: صوفيا المريخ), född 15 oktober 1982 i Casablanca, är en marockansk sångerska. År 2004 kom hon på sjätte plats i den arabiska versionen av talangtävlingen Star Academy. Hon släppte sitt debutalbum Kelmet Hobb den 22 augusti 2007.

## Diskografi
- 2007 – Kelmet Hobb